# 腺腫様歯原性腫瘍
腺腫様歯原性腫瘍（せんしゅようしげんせいしゅよう、Adenomatoid odontogenic tumor）は、歯原性腫瘍の一種で、良性腫瘍である。エナメル器や歯堤由来で、歯原性上皮による腺管状構造の形成と結合組織に様々な程度の誘導性変化を生じる充実性増殖である。

## 疫学
歯原性腫瘍の約5%程度を占める、10代の女性に好発する。
発症部位は、上顎前歯部に好発する。特に犬歯部に多い。

## 診断
エックス線的には、境界明瞭な骨透過性病変でその内部に点状の不透過部をみることがある。全体の75%は、埋伏歯（大半は犬歯）の歯冠と関連し、含歯性嚢胞を思わせる。全体的には線維性組織で被膜されており摘出後の再発は希である。
組織像としては、線維性被膜で被包された充実性から嚢胞状腫瘤であり、腺管様構造や花環状構造を示す。組織学的鑑別診断は容易で、問題となることはない。
嚢胞と誤診することが多い疾患とされる。

## 治療
摘出。

## 予後
再発はない。